# جو دانته
جو دانته (انگلیسی: Joe Dante؛ زادهٔ ۲۸ نوامبر ۱۹۴۶) یک کارگردان اهل ایالات متحده آمریکا است. وی از سال ۱۹۶۸ میلادی تاکنون مشغول فعالیت بوده است.